# Rodolfo Torre Cantú
Rodolfo Torre Cantú (Ciudad Victoria, Tamaulipas; 14 de febrero de 1964 - Ibídem; 28 de junio de 2010) fue un médico y político mexicano. Se desempeñó en diversos cargos públicos, como diputado Federal, secretario de Salud de Tamaulipas y director general del DIF de Cd. Victoria-Estado de Tamaulipas.
Fue el candidato a la gubernatura de Tamaulipas por la coalición "Todos Tamaulipas" hasta el 28 de junio de 2010, cuando fue asesinado por el crimen organizado.

## Vida personal
Rodolfo Torre Cantú nació en Ciudad Victoria, Tamaulipas el 14 de febrero de 1954; es el cuarto de cinco hijos, del matrimonio formado por Ana María Cantú y por el Dr. Egidio Torre López, quien ha sido un destacado servidor público estatal y priista. Estuvo casado hasta su fallecimiento con Laura Graciela de la Garza Montoto, con quien tuvo tres hijos.

## Educación
Toda su formación académica la obtuvo en instituciones educativas tamaulipecas: estudió la Primaria, Secundaria y Preparatoria en Cd. Victoria y en 1987 egresó de la Facultad de Medicina, de la Universidad Autónoma de Tamaulipas en Matamoros, alcanzando el título de Médico Cirujano, institución en la que fungió como profesor titular.

## Militancia priista
Torre fue un militante del Partido Revolucionario Institucional (PRI) desde 1980, donde se inició en el Movimiento Nacional de la Juventud Revolucionaria y desde entonces trabajó por el desarrollo político del partido.
Dentro del Partido participó en diferentes campañas electorales, para presidentes de la República, gobernadores, diputados federales y locales, así como para alcaldes, asumiendo tareas y responsabilidades tales como secretario de Participación Ciudadana en 1994, subsecretario de Organización en la Zona Centro en 1999 y coordinación de Enlace Social en el año 2000.

## Su trayectoria de servicio público
Torre Cantú se inició como servidor público en el año 1989 como coordinador Médico de Banrural, en Cd. Victoria, asumiendo posteriormente la Coordinación Regional de los servicios médicos de la misma institución en los estados de San Luis Potosí, Nuevo León y Tamaulipas. En 1999 se desempeñó como director general del sistema DIF municipal de Cd. Victoria.
En el año 2004, fue elegido diputado local, de mayoría relativa, por el XIV Distrito. A partir del 2005 y hasta el 2009 fue secretario de Salud del gobierno del Estado de Tamaulipas, en cual destacan varios logros, como la construcción de nuevos y modernos centros de salud, como el que inauguró con el presidente municipal Erwin Verlage Guerrero, ubicado en Villa Manuel, mismo que ha logrado beneficiar a miles de familias que habitan en esta localidad y comunidades aledañas.
También, como Secretario de Salud de la entidad, participó activamente en diversas campañas y promoción de la salud, tanto para niños como para adultos mayores. Promovió junto al DIF varias acciones en apoyo a los más necesitados, como fue el caso, en octubre de 2008, del DIF Madero en el que inauguró, junto a su presidenta, la llamada “Espacio de Alimentación, encuentro y Desarrollo COPUSI”; que cumple con el objetivo fundamental de otorgar apoyo alimentario a familias de escasos recursos, además de buscar alternativas para la mejora nutricional y la adopción de hábitos alimenticios saludables.
En el año 2009 fue elegido diputado federal, de mayoría relativa, de la LXI Legislatura (2009-2012) por el Distrito V con cabecera en Cd. Victoria, distrito que comprende los municipios de Hidalgo, Güemez, Mainero, Padilla, San Carlos, San Nicolás y Villagrán. Obteniendo el segundo lugar a nivel nacional con el mayor número de votaciones en dicha contienda.
En su labor legislativa, presentó la propuesta de Reforma Art 9 de la Ley General de Educación con el fin mejorar los modelos de enseñanza educativo en el país, colocando a Tamaulipas como modelo nacional por impartición del idioma inglés en todas las escuelas primarias, así como su intervención para lograr un presupuesto récord para la inversión social y obra pública para Tamaulipas, que en el primer periodo de sesiones.

## Candidato a la gubernatura de Tamaulipas
El domingo 14 de marzo, se eligió a Rodolfo Torre Cantú como candidato a la gubernatura del estado de Tamaulipas, siendo elegido por un total de 2 mil 259 delegados estatales del PRI. El 10 de abril de 2010 tomó protesta como candidato a gobernador por la alianza "Todos Tamaulipas", integrada por PRI, Partido Verde Ecologista de México (PVEM) y el Partido Nueva Alianza (PANAL).

### Asesinato
La mañana del 28 de junio de 2010, mientras se trasladaba al aeropuerto de Ciudad Victoria para viajar a la ciudad de Matamoros donde realizaría un cierre de campaña, fue asesinado a tiros junto con cuatro de sus colaboradores a manos de diversos hombres armados y con uniforme militar, presuntamente miembros de un grupo delictivo.